# Saison 1 d'Alerte Cobra
Chronologie
Saison 2
Cet article présente le guide des épisodes la première saison de la série télévisée Alerte Cobra.

## Distribution

### Acteurs principaux
- Johannes Brandrup : Frank Nolte (inspecteur)
- Rainer Strecker : Hugo Fischer (inspecteur)
- Erdoğan Atalay : Sami Gerçan (inspecteur)
- Almut Eggert : Katharina Lambert (chef de service)

### Acteurs récurrents
- Günter Schubert (de) : Thomas (Tommy) Rieder - également appelé Lionel (secrétaire et brigadier)
- Claudia Balko (de) : Anna Heckendorn (brigadier)
- Uwe Büschken : Marcus Bodmar (brigadier)
- Matthias Freihof : Jonathan Seyfert (brigadier)
- Loulou Rhewrev : Mariannick Vanstraaten (propriétaire d'un bar-restaurant et ex petite-amie de Frank Nolte)

## Diffusion
En Allemagne, la saison a été diffusée du 12 mars au 7 mai 1996, sur RTL Television.
En France, la saison a été diffusée du 15 au 25 mars 1997 sur TF1.

## Épisodes

### Épisode 1:Bombes au kilomètre 92
- Allemagne : 12 mars 1996 sur RTL Television
- France : 15 mars 1997 sur TF1

- Allemagne : 10,06 millions de téléspectateurs

- Uwe Karpa (de) : Rodolf (agent de la route)
- Jürgen Mai (de) : Jean-Marc (agent de la route)
- Stefan Staudinger (de) : Richard Webber (client mécontent du resto-route)
- Norbert Gescher (de) : Steve Kröger / Rascar Capac

### Épisode 2:Roses rouges et sombre racket
- Allemagne : 19 mars 1996 sur RTL Television
- France : 16 mars 1997 sur TF1

- Clémentina Hegewisch
- Fritz Müller-Scherz
- Hubert Skolud
- Manfred Maurenbrecker

- Martin Blau : Harry

### Épisode 3:Un nouveau coéquipier
- Allemagne : 26 mars 1996 sur RTL Television
- France : 17 mars 1997 sur TF1

### Épisode 4:L'affaire du canard en plastique
- Allemagne : 2 avril 1996 sur RTL Television
- France : 18 mars 1997 sur TF1

- Ulrich Bähnk

### Épisode 5:À tombeau ouvert
- Allemagne : 9 avril 1996 sur RTL Television
- France : 19 mars 1997 sur TF1

### Épisode 6:Le vieil homme et l'enfant
- Allemagne : 16 avril 1996 sur RTL Television
- France : 22 mars 1997 sur TF1

- Alexander May : Guillaume Sérant (le vieil homme)
- Julius Jellinek : Steve Mettner (l'enfant)
- Johannes Terne : Swoboda (Gangster)
- Uwe Zerbe : Schmitt (Gangster)

### Épisode 7:Faux gendarmes et vrais voleurs
- Allemagne : 23 avril 1996 sur RTL Television
- France : 23 mars 1997 sur TF1

- Heikko Deutschmann : Charly Pirnau
- Dieter Okras : Anton Wehners
- Lina Wendel : Nina Lobel
- Oona Plany : Eli Lobel
- Klaus-Jürgen Steinmann : Siegmar Tollke
- Urs Remond : Wieland

### Épisode 8:Le samouraï
- Allemagne : 30 avril 1996 sur RTL Television
- France : 24 mars 1997 sur TF1

### Épisode 9:Prise d'otages
- Allemagne : 7 mai 1996 sur RTL Television
- France : 25 mars 1997 sur TF1

- Susann Uplegger (de) : Stéphanie dite Stéphi (la droguée)
- Jörg Schüttauf : le dealers
- Alice Treff (de) : une passagère d'un car de tourisme
- Gerit Kling (de) : une passagère d'un car de tourisme

Sami est blessé au nez. Dernières apparitions de Marcus Bodmar, Anna Heckendorn, Thomas Rieder, Jonathan Seyfert et Mariannick Vanstraaten, dont les départs ne sont expliqués.